# Liste der Boxweltmeister im Halbfliegengewicht
Diese Liste der Boxweltmeister im Halbfliegengewicht bietet eine Übersicht über alle Boxweltmeister der vier anerkannten und aktuell tätigen Weltverbände (WBC, WBA, IBF, WBO) im Halbfliegengewicht in chronologischen Reihenfolgen in separaten Tabellen. Die WBA-Superchampions sind sowohl in der chronologischen WBA-Tabelle als auch in einer separaten Tabelle gelistet. Der Status des Superchampions der WBA ist höher gereiht als der des regulären. Daher ist der WBA-Superchampion der eigentliche Weltmeister. Die WBO gehört erst seit 2007 zu den bedeutenden Verbänden.

## WBC
| Weltmeister           | Amt       |
| --------------------- | --------- |
| Franco Udella         | 1975      |
| Luis Estaba           | 1975–1978 |
| Freddy Castillo       | 1978      |
| Netrnoi Sor Vorasingh | 1978      |
| Sung Jun Kim          | 1978–1980 |
| Shigeo Nakajima       | 1980      |
| Hilario Zapata        | 1980–1982 |
| Amado Ursua           | 1982      |
| Tadashi Tomori        | 1982      |
| Hilario Zapata (2)    | 1982–1983 |
| Jung-Koo Chang        | 1983–1988 |
| German Torres         | 1988–1989 |
| Yul-Woo Lee           | 1989      |
| Humberto González     | 1989–1990 |
| Rolando Pascua        | 1990–1991 |
| Melchor Cob Castro    | 1991      |
| Humberto González (2) | 1991–1993 |
| Michael Carbajal      | 1993–1994 |
| Humberto González (3) | 1994–1995 |
| Saman Sorjaturong     | 1995–1999 |
| Choi Yo-sam           | 1999–2002 |
| Jorge Arce            | 2002–2005 |
| Eric Ortiz            | 2005      |
| Brian Viloria         | 2005–2006 |
| Omar Nino Romero      | 2006–2007 |
| Édgar Sosa            | 2007–2009 |
| Rodel Mayol           | 2009–2010 |
| Omar Nino Romero (2)  | 2010      |
| Gilberto Keb Baas     | 2010–2011 |
| Adrián Hernández      | 2011      |
| Kompayak Porpramook   | 2011–2012 |
| Adrián Hernández (2)  | 2012–2014 |
| Naoya Inoue           | 2014      |
| Pedro Guevara         | 2014–2015 |
| Yū Kimura             | 2015–2016 |
| Ganigan López         | 2016–2017 |
| Ken Shiro             | seit 2017 |

## WBA
| Weltmeister              | Amt       |
| ------------------------ | --------- |
| Jaime Rios               | 1975–1976 |
| Juan Antonio Guzmán      | 1976      |
| Yōkō Gushiken            | 1976–1981 |
| Pedro Flores             | 1981      |
| Hwan Jin Kim             | 1981      |
| Katsuo Tokashiki         | 1981–1983 |
| Lupe Madera              | 1983–1984 |
| Francisco Quiroz         | 1984–1985 |
| Joey Olivo               | 1985      |
| Myung-Woo Yuh            | 1985–1991 |
| Hiroki Ioka              | 1991–1992 |
| Myung-Woo Yuh (2)        | 1992–1993 |
| Leo Gámez                | 1993–1995 |
| Hi Yong Choi             | 1995–1996 |
| Carlos Murillo           | 1996      |
| Keiji Yamaguchi          | 1996      |
| Pichitnoi Sitbangprachan | 1996–2000 |
| Beibis Mendoza           | 2000–2001 |
| Rosendo Álvarez          | 2001–2004 |
| Roberto Vásquez          | 2005–2006 |
| Kōki Kameda              | 2006–2007 |
| Juan Carlos Reveco       | 2007      |
| Brahim Asloum            | 2007–2009 |
| Giovanni Segura          | 2009–2010 |
| Juan Carlos Reveco (2)   | 2010–2011 |
| Roman Gonzalez           | 2011–2012 |
| Kazuto Ioka              | 2012–2014 |
| Alberto Rossel           | 2014      |
| Ryōichi Taguchi          | 2014–2018 |
| Carlos Canizales         | seit 2018 |
| Hekkie Budler            | 2018      |
| Hiroto Kyoguchi          | seit 2018 |

### WBA-Superchampions
| Weltmeister     | Amt       |
| --------------- | --------- |
| Giovanni Segura | 2010      |
| Roman Gonzalez  | 2012–2014 |
| Ryōichi Taguchi | 2017–2018 |
| Hekkie Budler   | 2018      |
| Hiroto Kyoguchi | seit 2018 |

## IBF
| Weltmeister           | Amt       |
| --------------------- | --------- |
| Dodie Boy Peñalosa    | 1983–1986 |
| Jum Hwan Choi         | 1986–1988 |
| Tacy Macalos          | 1988–1989 |
| Muangchai Kittikasem  | 1989–1990 |
| Michael Carbajal      | 1990–1994 |
| Humberto González     | 1994–1995 |
| Saman Sorjaturong     | 1995–1996 |
| Michael Carbajal (2)  | 1996–1997 |
| Mauricio Pastrana     | 1997–1997 |
| Mauricio Pastrana (2) | 1997–1998 |
| Will Grigsby          | 1998–1999 |
| Ricardo López         | 1999–2002 |
| Victor Burgos         | 2003–2005 |
| Will Grigsby (2)      | 2005–2006 |
| Ulises Solis          | 2006–2009 |
| Brian Viloria         | 2009–2010 |
| Carlos Tamara         | 2010      |
| Luis Alberto Lazarte  | 2010–2011 |
| Ulises Solis (2)      | 2011–2012 |
| John Riel Casimero    | 2012–2014 |
| Javier Mendoza        | 2014–2015 |
| Akira Yaegashi        | 2015–2017 |
| Milan Melindo         | 2017      |
| Ryōichi Taguchi       | 2017–2018 |
| Hekkie Budler         | 2018      |
| Felix Alvarado        | seit 2018 |

## WBO
| Weltmeister          | Amt       |
| -------------------- | --------- |
| José de Jesús        | 1989–1992 |
| Josue Camacho        | 1992–1994 |
| Michael Carbajal     | 1994      |
| Paul Weir            | 1994–1995 |
| Jacob Matlala        | 1995–1997 |
| Jesús Chong          | 1997      |
| Melchor Cob Castro   | 1997–1998 |
| Juan Domingo Córdoba | 1998      |
| Jorge Arce           | 1998–1999 |
| Michael Carbajal (2) | 1999      |
| Masibulele Makepula  | 2000      |
| Nelson Dieppa        | 2001–2005 |
| Hugo Fidel Cázares   | 2005–2007 |
| Iván Calderón        | 2007–2010 |
| Giovanni Segura      | 2010–2011 |
| Jesús Géles          | 2011      |
| Ramón García Hirales | 2011      |
| Donnie Nietes        | 2011–2016 |
| Kōsei Tanaka         | 2016–2017 |
| Ángel Acosta         | seit 2017 |